# Moresa costalis
Moresa costalis är en fjärilsart som beskrevs av Walker 1855. Moresa costalis ingår i släktet Moresa och familjen tandspinnare. Inga underarter finns listade i Catalogue of Life.